# Cycnidolon caracense
Cycnidolon caracense är en skalbaggsart som beskrevs av Martins 1964. Cycnidolon caracense ingår i släktet Cycnidolon och familjen långhorningar. Inga underarter finns listade i Catalogue of Life.